# Axel Dam
Axel Otto Markus Dam (4. maj 1868 i Åkirkeby – 8. maj 1936 i Charlottenlund) var en dansk lærer, filosof, skolemand, dr.phil., politiker og medlem af Folketinget. Han var søn af Philip Dam.

## Tidlig karriere
Axel Dam blev student i Rønne i 1886 og mag.art. i filosofi i 1892. I 1894 tog han sekondløjtnanteksamen ved artilleriet.
Han fungerede som lærer ved Nexø Realskole 1894-1899 og som lærer ved Nexø Seminarium 1896-99. Fra 1899 var han lærer ved gymnasier og læreruddannelser i København og Statens Lærerhøjskole. I 1899 var han medstifter af og lærer ved Det danske Selskabs Skole.
I 1907 tog han sløjdlærereksamen fra Dansk Sløjdlærerskole i København og i perioden 1909-10 var han forstander på Dansk Sløjdlærerskole.

## Pædagogik og undervisning
Axel Dam blev i 1912 dr. phil. på en pædagogisk afhandling,  Om Muligheden af formel Opdragelse af de intellektuelle Evner. Det var den første disputats i Danmark om  et pædagogisk emne, og den beskæftigede sig med en antagelse, der var meget fremme i disse år, nemlig den, at der ved træning inden for et fagområde kunne ske en overførsel, transfer til andre områder. Således var tidens regnebøger i noget grad påvirket på den måde, at arbejdet med problemregning generelt kunne fremme tænkeevnerne.
Sløjd var dengang er ret nyt fag, og Axels Dams interesse for faget kan tolkes som en optagethed af de tidlige tanker om børns selvvirksomhed, den senere aktivitetspædagogik. En interesse, der blev styrket gennem ansættelsen ved Det danske Selskabs Skole, der var landets mest progressive skole, og hvis leder, den senere professor i filosofi Carl Nicolai Starcke, var påvirket af bl.a. den engelske tænker Herbert Spencer.

### Politisk arbejde
Axel Dam var ungdomsven med lægen Severin Christensen, som han kendte fra Rønne Statsskole. På Det danske Selskabs Skole traf han læreren Christian Lambek. Disse tre engagerede sig i tidens drøftelser af samfundsproblemer, bl.a. georgeisme og sekulær etik. Med Severin Christensen som den drivende kraft formulerede de den såkaldte retsmoral, som også Axel Dam beskrev i flere småskrifter og i bogen Lærebog i Retsmoral, 1917. I 1916 udgav de bogen Retsmoral i Privatliv og Statsstyre, og samme år stiftede de foreningen Retsdemokratisk Forbund, der med Lambek som redaktør udgav tidsskriftet Retsstaten, hvor bl.a. den svenske forlægger Johan Hansson og den norske forfatter Arne Garborg var medredaktører. I 1919 var Axel Dam sammen de to nævnte og professor C. N. Starcke med til at stifte partiet Danmarks Retsforbund.
I april 1920 stillede Dam for første gang op til folketinget for Venstre i Hovedstaden og fra 1926-1929 blev han valgt som folketingsmand for Århus Amtskreds. I 1929 til sin død i 1936 var han folketingsmand for Københavns Amtskreds. I perioden 1926-1936 var han formand for Retsforbundets folketingsgruppe.

## Andet
I 1926 blev Dam bibliotekar på Statens pædagogiske Studiesamling – Dansk Skolemuseum, og var direktør samme sted fra 1929 til sin død.
Efter Axel Dams død udgav Axel Fraenckel i 1938 bogen Axel Dam i Skrift og Tale, der indeholder dels artikler om undervisning og pædagogik, dels politiske artikler og uddrag af taler i Folketinget. Bogen indeholder også litteratur om Axel Dam og en oversigt over vigtigere artikler samt en liste over småskrifter.   